# Фрам (кораб)
„Фрам“ е името на кораб, използван в 3 важни експедиции:
- на Фритьоф Нансен за Арктическата експедиция от 1893-1896 г.,
- на Ото Свердруп за експедицията до Канадския арктически архипелаг от 1898-1902 г. и
- на Руал Амундсен за експедицията до Южния полюс.

Понастоящем корабът е изложен в музея „Фрам“ в Бюгдьой, Осло.
„Фрам“ е първият кораб, построен за провеждане на полярни експедиции. 

## История
„Фрам“ е първият кораб, с който е възможно разбиването на арктическия лед и достигането на Северния полюс. Преди него има неуспешни опити за постигането на това. Затова Фритьоф Нансен планува построяването на кораб, който да е „толкова малък и толкова здрав, колкото е възможно..., че да е невъзможно да бъде унищожен от леда“. 
Парламентът на Норвегия одобрява бюджет от 280 000 норвежки крони за построяването на кораба, включват се и частни лица. Най-близкият съветник на Фритьоф Нансен е Ото Свердруп, а построяването е поверено на Колин Арчър. Освен условията за малкия размер и здравината Нансен изисква корабът да предлага удобен дом на екипажа, в който да може да се живее няколко години. Размерите на завършения кораб са по-големи от желаните — дължина 39 м, 11 м ширина и 5 м височина. Пропорциите му позволяват да е по-силен в леда, но го правят неподходящ за плаване в открито море. 
Арчър прави 3 модела и 4 скици, преди да започне с конструирането на кораба, по време на което постоянно са правени промени. На 26 октомври 1892 г. „Фрам“ е осветен от съпругата на Фритьоф Нансен – Ева, и е пуснат на вода в кея на Колин Арчър в Ларвик. 
По кораба са направени промени за втората и третата му експедиции. При връщането му от третата експедиция в Антарктида през 1912 г. „Фрам“ акостира в Буенос Айрес на 25 май 1912 г. По план Амундсен трябва да заобиколи Южна Америка и да се насочи към Беринговия проток. През октомври 1913 г. „Фрам“ плава на север, до Колон, на източния край на Панамския канал. Планът предвижда корабът да е първият, който пресича канала, но след чакане до 1 декември корабът отплава на юг с цел нос Хорн и Сан Франсиско. При повторното пристигане в Буенос Айрес капитан Нилсен получава съобщение да се прибере в Норвегия. На 16 юли 1914 г. е достигнат Хортен, Норвегия, където корабът остава заради избухването на Първата световна война. Месеците в тропическите води са оказали влияние на състоянието му и Амундсен поръчва построяването на кораба „Мод“. 
С много усилия на Ото Свердруп корабът „Фрам“ е закаран през 1929 г. до Сандефиорд. През май 1930 г. е показан на изложение в Тронхайм и на изложения в други градове на път за Осло. На 26 ноември Свердруп почива и делото му по съхраняването на „Фрам“ е поето от Ларс Кристенсен. С резолюция на краля Хокон VII от 19 юни 1931 г. собствеността на „Фрам“ е прехвърлена на Комитета за запазването на полярния кораб „Фрам“, а двигателят е върнат от Техническия колеж в Тронхайм. През март 1935 г. е излята основата на музея „Фрам“. Корабът завършва последното си плаване на 10 юли и до края на годината е построена къщата над него.
Спасителната операция на „Фрам“ струва 252 000 норвежки крони (равни на 8,5 млн. норвежки крони през 2012 г.), събрани от моряци и поддръжници от цял свят. Сградата е завършена през 1936 г. и е открита на 20 май същата година в церемония с участието на краля, принца и на участници от 3-те експедиции на „Фрам“. 